# Porfirio Barba-Jacob
Porfirio Barba-Jacob (pseudonimo di Miguel Ángel Osorio Benítez; 29 luglio 1883 – 14 gennaio 1942) è stato un poeta e scrittore colombiano.

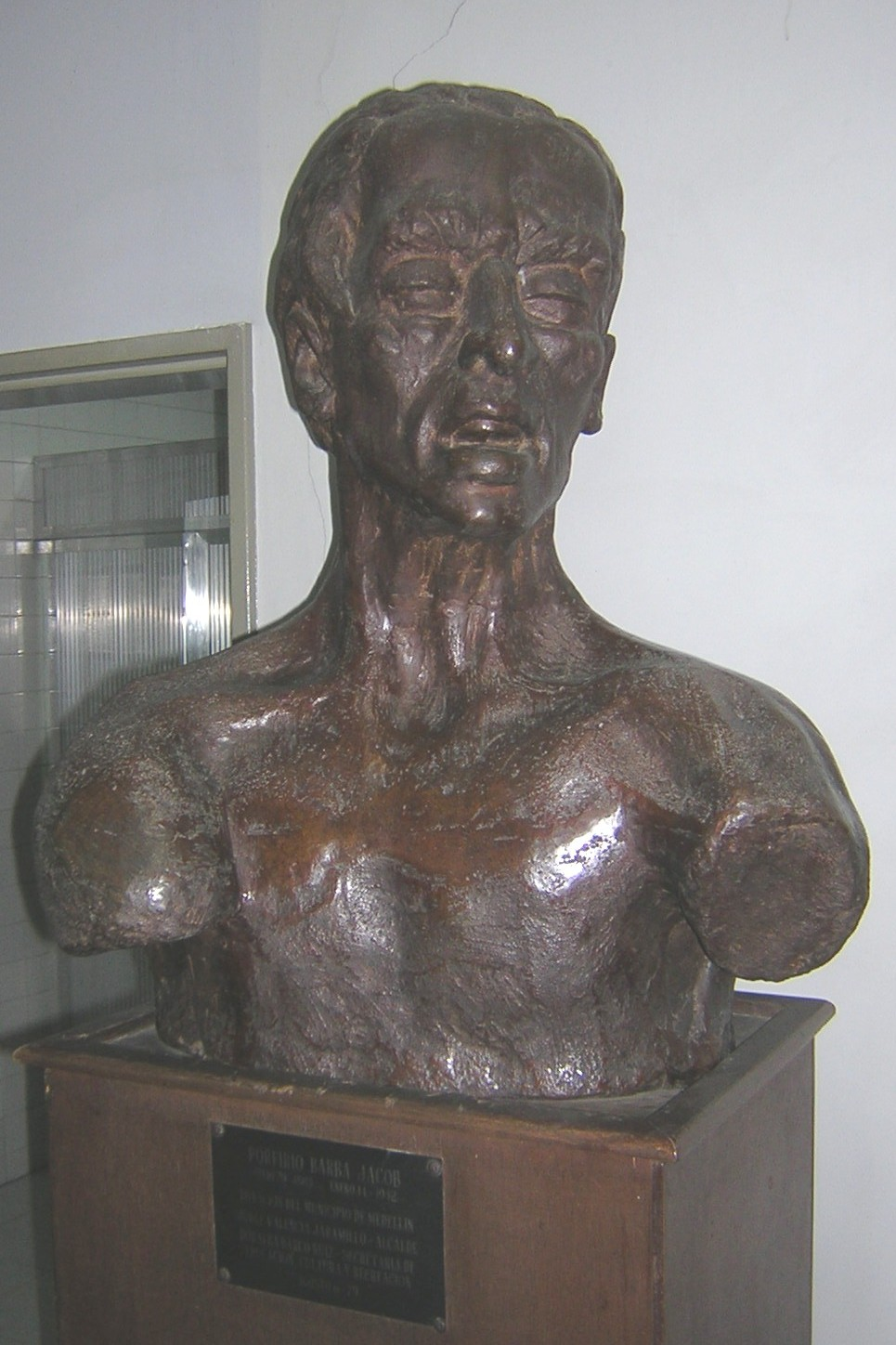
Porfirio Barba Jacob

Nato a Santa Rosa de Osos nel Dipartimento di Antioquia da Antonio María Osorio e Pastora Benítez, trascorse gran parte della sua infanzia con i nonni. Nel 1895 intraprese un primo viaggio, dapprima in Colombia e in seguito, nel 1907, in America Centrale e negli Stati Uniti, nel 1930 si stabilì a Città del Messico.
Giornalista, lavorò per numerosi giornali dell'America Latina.
Le sue opere in poesia ebbero successo non solo in Colombia ma in tutta l'America latina.
Morì di tubercolosi a Città del Messico.